# Allanis Navas
Allanis Navas Sanchez (* 4. Januar 2002 in Manati, Puerto Rico) ist eine puerto-ricanische Beachvolleyballspielerin.

## Karriere
Navas spielte schon während ihrer High-School-Zeit an der Academia Discipulos de Cristo Volleyball in der Halle und im Sand. so wurde sie 2017 mit der U18 ihres Heimatlandes Siebte beim Pan-American Cup. In der Saison zuvor hatte sie mit María González beim NORCECA-Turnier in Boquerón den gleichen Rang belegt. Bei einem weiteren NORCECA-Wettbewerb erreichten die beiden Mittelamerikanerinnen 2018 das Halbfinale. Bei den olympischen Jugendspielen standen sie in der Runde der besten acht Teams.
Drei Jahre später begann Allanis Navas ihr Studium an der Grand Canyon University in Phoenix, Arizona. Als Freshman gelang ihr mit Paula Hoffmann die perfekte Serie mit 18:0 Spielgewinnen auf Court 4, insgesamt hatte sie eine Bilanz von 25:4. In der gleichen Spielzeit gewann sie mit González die Bronzemedaille bei den NORCECA-Finals. Außerdem standen die beiden im Finale der Panamerikanischen Juniorenmeisterschaften. Als Sophomore erreichte Allanis mit 28 Siegen gemeinsam mit Allison Hansen einen neuen Saisonrekord. Mit ihrer ständigen Partnerin außerhalb der Universitätsveranstaltungen stand sie als Dritte auf dem Podest der FISU-Studentenweltmeisterschaften im  brasilianischen Maceió. Darüber hinaus gewannen die beiden Athletinnen aus der Karibik ein NORCECA-Turnier und erreichten bei zwei weiteren Veranstaltungen sowie im Finale dieser Beachserie den Silberrang. In der Junior-Saison an der Hochschule gelangen Navas wie im Vorjahr 28 Siege und sie stand mit 81 Gesamterfolgen auf dem zweiten Platz der ewigen Rangliste der GCU.
Allanis Navas und María González siegten bis einschließlich September 2023 bei fünf weiteren Events. Dazu gehörte auch der Gewinn der Goldmedaille bei den Zentralamerika- und Karibikspielen. Der wichtigste Sieg gelang ihnen jedoch im Juni des Jahres, als sie in Punta Cana die Qualifikation zur WM für sich erfolgreich gestalten konnten und dabei unter anderem die Finalistin der Vorjahres WM Sophie Bukovec mit ihrer neuen Partnerin hinter sich ließen. Bei der WM im mexikanischen Tlaxcala schafften sie in ihrem zweiten Spiel die große Überraschung, als sie die klar favorisierten Schweizerinnen Esmée Böbner und Zoé Vergé-Dépré in drei Sätzen bezwangen. Dies war die erste Teilnahme und somit auch der erste Erfolg eines weiblichen puerto-ricanischen Teams bei Welttitelkämpfen im Beachvolleyball.